# 大塚榮子
大塚 榮子（おおつか えいこ、1936年〈昭和11年〉1月13日 - ）は、日本の薬学者、遺伝子学者。核酸の化学合成技術を用いて、がん遺伝子の全合成やヒト成長ホルモンの遺伝子による合成を達成し、核酸ならびにタンパク質の構造や機能を解明した。また、RNAの化学合成技術の開発と機能の解明、RNAの配列特異的な切断技術の開発も行い、現在の核酸医薬の基礎を作った。

## 来歴
1936年（昭和11年）、北海道札幌市生まれ。中高一貫のミッションスクール・北星学園女子中学高等学校に学ぶ。高校時代に盲腸をこじらせて入院した際に、病院で楽しそうに働く人の姿に興味を持つ。1954年（昭和29年）北海道大学に進学し、大学2年生の10月に新設の医学部薬学科（現・薬学部）へ進学。同年冬からは、核酸関連化合物の合成をテーマとしていた水野義久研究室で実験の手伝いをはじめる。当時は、実験の出発物質を入手する原料となる酵母をビール会社から入手するため、学生がリヤカーを引いて運んでいた。1963年（昭和38年）に米国ウィスコンシン大学　酵素研究所のコラナ研究室に留学。後にノーベル生理・医学賞を受賞するハー・ゴビンド・コラナの研究室では、当時、鎖長10数個程度のDNA断片などを合成可能な最先端の合成技術を持っており、その技術を用いて、核酸の情報からコラナ研タンパク質が作られる機構の解明を行っていた。多くの研究機関が解明にしのぎを削る中、大塚ら4人は1年間で64個のRNA合成を行い、コラナ研は機構の解明で成果を挙げた。留学の終盤では、遺伝子合成のプロジェクトにも加わった。1966年（昭和41年）に北海道大学に薬学部が新設されるのに伴って帰国し、池原森男研究室に所属するも、翌年には研究室が大阪大学に移動したため、研究拠点を大阪大学に移した。日本に帰国後は、コラナ博士から勧められたRNAの合成法の研究を行った。1980年代には、RNAの合成で得られた知見を用いて、当時知られていた一番長い遺伝子であるヒト成長ホルモン遺伝子の合成プロジェクトに参加した。1984年（昭和59年）に北海道大学薬学部教授。膀胱がん細胞のRasタンパク質を作る遺伝子を合成し、タンパク質の構造解析を行った。次世代の研究者へのメッセージとして「勘を働かせて、大事だなと思うことをやった方がいい」と述べている。

### 略歴
- 1958年 北海道大学医学部薬学科卒業
- 1963年 北海道大学大学院薬学研究科博士課程修了
- 1963年 米国ウィスコンシン大学　酵素研究所博士研究員
- 1966年北海道大学薬学部助教授
- 1976年大阪大学薬学部助教授
- 1984年北海道大学薬学部教授
- 1996年日本学士院賞章
- 1999年北海道大学薬学部名誉教授
- 2000年産総研フェロー
- 2005年産総研名誉フェロー
- 2011年瑞宝中綬章受章
- 2020年日本学士院会員

### 受賞・受章
- 1988年 - 高松宮妃癌研究基金学術賞
- 1996年 - 日本学士院賞
- 2011年 - 瑞宝中綬章[7]

## 名前の漢字表記について
2022年3月現在、日本学士院、北海道大学新渡戸カレッジ、日本RNA学会のホームページで「大塚 榮子」となっている。一方、参考書として挙げた『科学する心　日本の女性科学者たち』 2007 岩男　壽美子　日刊工業新聞社と、『核酸化学と分子生物学の間で : 大塚栄子教授退官記念誌』1999 大塚栄子教授退官記念行事世話人会 北海道大学大学院薬学研究科の表記は、「大塚　栄子」となっている。本稿では「大塚 榮子」と表記する。

## 著作

### 図書
- 『核酸有機化学』1979 池原森男, 上田亨, 大塚栄子 化学同人

## 参考書
- 『科学する心　日本の女性科学者たち』 2007 岩男　壽美子 日刊工業新聞社 ISBN 978-4-526-05968-1 大塚栄子の項は自身が執筆。
- 『核酸化学と分子生物学の間で : 大塚栄子教授退官記念誌』1999 大塚栄子教授退官記念行事世話人会 北海道大学大学院薬学研究科